# Soufiane Benzouien
Vous pouvez aider à l'améliorer ou bien discuter des problèmes sur sa page de discussion.
- Il ne cite pas suffisamment ses sources. Vous pouvez indiquer les passages à sourcer avec {{référence nécessaire}} ou {{Référence souhaitée}}, et inclure les références utiles en les liant aux notes de bas de page. (Marqué depuis mars 2024)
- Certaines informations devraient être mieux reliées aux sources mentionnées dans la bibliographie ou les liens externes. Améliorez sa vérifiabilité en les associant par des références. (Marqué depuis mars 2024)

- Archive Wikiwix
- Bing
- Cairn
- DuckDuckGo
- E. Universalis
- Gallica
- Google
- G. Books
- G. News
- G. Scholar
- Persée
- Qwant
- (zh) Baidu
- (ru) Yandex
- (wd) trouver des œuvres sur Wikidata

Soufiane Benzouien, né le 11 août 1986 à Berchem-Sainte-Agathe, est un joueur international marocain de football. Il a notamment disputé la coupe du monde de football des moins de 20 ans 2005 avant d'évoluer dans les championnats belge, espagnol, italien et luxembourgeois.

## Carrière internationale
Soufiane Benzouien est appelé en équipe nationale marocaine des moins de 20 ans et dispute avec cette sélection la Coupe du monde des moins de 20 ans 2005, 6 matches et 1 but où le Maroc se classera quatrième. Dans le groupe 2ème derrière l'Espagne, devant Chili et Honduras. Puis le Maroc vainqueur contre Japon et Italie se verras battu par le Nigeria en demi-finale. 
| Caps | Date       | Match         | Lieu  | Score | Compétition |
| 1    | 20/08/2008 | Maroc - Bénin | Rabat | 3 - 1 | Amical      |
| ---- | ---------- | ------------- | ----- | ----- | ----------- |

## Palmarès
- champion du Luxembourg en 2011, 2012, 2014 et 2016,2017,2018,2019 avec le F91 Dudelange.
- Vainqueur de la Coupe du Luxembourg en 2012, 2016, 2017,2018,2019 avec le F91 Dudelange.

## Statistiques
| Saison                | Club                    | Championnat           | Championnat | Championnat | Coupe(s) nationale(s) | Coupe(s) nationale(s) | Compétition(s) continentale(s) | Compétition(s) continentale(s) | Compétition(s) continentale(s) | Total | Total |
| Saison                | Club                    | Division              | M.          | B.          | M.                    | B.                    | Comp.                          | M.                             | B.                             | M.    | B.    |
| 2004-2005             | Beringen Heusden-Zolder | Division 2            | 27          | 2           | 1                     | 0                     | -                              | 0                              | 0                              | 28    | 2     |
| 2005-2006             | Beringen Heusden-Zolder | Division 2            | 16          | 1           | 1                     | 0                     | -                              | 0                              | 0                              | 17    | 1     |
| 2006-2007             | FC Brussels             | Division 1            | 5           | 0           | 0                     | 0                     | -                              | 0                              | 0                              | 5     | 0     |
| 2006-2007             | Racing de Santander B   | Division ?            | -           | -           | -                     | -                     | -                              | 0                              | 0                              | 0     | 0     |
| 2007-2008             | AC Pérouse              | Serie B               | -           | -           | -                     | -                     | -                              | 0                              | 0                              | 0     | 0     |
| 2008-2009             | AC Pérouse              | Serie B               | -           | -           | -                     | -                     | -                              | 0                              | 0                              | 0     | 0     |
| 2008-2009             | KAS Eupen               | Division 2            | 12          | 1           | 0                     | 0                     | -                              | 0                              | 0                              | 12    | 1     |
| 2009-2010             | KAS Eupen               | Division 2            | 18          | 0           | 1                     | 0                     | -                              | 0                              | 0                              | 19    | 0     |
| 2010-2011             | F91 Dudelange           | Division 1            | 23          | 12          | -                     | -                     | C3                             | 2                              | 1                              | 25    | 13    |
| 2011-2012             | F91 Dudelange           | Division 1            | 19          | 7           | -                     | -                     | C1                             | 3                              | 0                              | 22    | 7     |
| 2012-2013             | F91 Dudelange           | Division 1            | 21          | 3           | -                     | -                     | C1                             | 6                              | 3                              | 27    | 6     |
| 2013-2014             | F91 Dudelange           | Division 1            | 24          | 8           | 2                     | 1                     | C3                             | 2                              | 0                              | 28    | 9     |
| 2014-2015             | F91 Dudelange           | Division 1            | -           | -           | -                     | -                     | C1                             | 2                              | 0                              | 2     | 0     |
| Total sur la carrière | Total sur la carrière   | Total sur la carrière | 244         | 54          | 5                     | 1                     | -                              | 15                             | 4                              | 264   | 59    |